# 花澤武夫
花澤 武夫（はなざわ たけお、1906年（明治39年）8月16日 - 没年不明）は、日本の内務及び厚生官僚。
中高年齢者福祉協会（現：中高年齢者雇用福祉協会）元理事長。船員保険会元常務理事。元厚生省保険院保険局年金課長。勲三等瑞宝章受章者。

## 経歴
花澤徳蔵の長男として東京府に生まれる。1927年（昭和5年）東京外国語学校を経て、1928年（昭和3年）高等試験行政科に合格。1930年（昭和5年）九州帝国大学法文学部卒業後、保険院社会局に入る。戦時色強まる1940年（昭和15年）の秋、厚生年金（当時は労働者年金保険）の創設を発表した。労働者年金は1942年（昭和17年）に創設し、2年後に厚生年金と名称を変えた。
1943年（昭和18年）11月保険局年金課長を皮切りに、栃木県経済部長、福岡県経済第二部長、同教育部長兼務民生部長を歴任。1947年（昭和22年）福岡、1949年（昭和24年）兵庫、1955年（昭和30年）東京各労働基準局長を経て、1956年（昭和31年）7月退官し労働保険審査会委員に就任。1960年（昭和35年）炭鉱離職者援護会理事にあげられ、1961年（昭和36年）7月雇用促進事業団（現：雇用・能力開発機構）理事、1965年（昭和40年）11月中高年齢者福祉協会（現：中高年齢者雇用福祉協会）理事長に就任する。
1976年（昭和51年）11月労働行政事務功労として勲三等瑞宝章を受章。

## 人物
趣味は囲碁、ゴルフ。

## 家族
- 妻・美佐子（1914年（大正3年）5月15日生）[2]
- 長男・平男（1937年（昭和12年）4月2日生） 
早稲田大学独文科卒[2]。共同印刷元勤務[2]。
- 長男の妻・康子（生年不明）[2]